# 路克·史考特 (導演)
路克·史考特（英語：Luke Scott）是一位英國男導演和編劇，為著名導演雷利·史考特的兒子。他曾在父親所執導的電影《出埃及記：天地王者》（2014年）和《絕地救援》（2015年）中擔任第二攝製組導演。路克首部自導自編的電影《魔詭》於2016年上映。

## 早期生活
路克·史考特的父親為曾執導《神鬼戰士》（2000年）的知名導演雷利·史考特，而雷利的弟弟東尼·史考特也是名執導過《火線救援》（2004年）的知名導演；哥哥傑克·史考特是名主要執導MV的導演，同父異母的妹妹喬丹·史考特則是攝影師和監製。

## 作品列表
- 1992：《1492：征服天堂》／1492: Conquest of Paradise（藝術總監）
- 1999：《飢渴（英语：The Hunger (TV series)）》／The Hunger（電視劇；導演）
- 2012：《織布機》／Loom（短片；導演）
- 2014：《出埃及記：天地王者》／Exodus: Gods and Kings（第二攝製組導演）
- 2015：《絕地救援》／The Martian（第二攝製組導演）
- 2016：《魔詭（英语：Morgan (2016 film)）》／Morgan（導演和編劇）
- 2017：《2036：複製人時代》／2036: Nexus Dawn（短片；导演）
- 2017：《2048：無處可逃》／2048: Nowhere to Run（短片；导演）
- 2020：《異星災變》／Raised by Wolves（電視劇；導演）

## 外部連結
- 路克·史考特在互联网电影资料库（IMDb）上的資料（英文）